# Garzones
Garzones är en ort i Mexiko.   Den ligger i kommunen Acatlán och delstaten Puebla, i den sydöstra delen av landet, 170 km sydost om huvudstaden Mexico City. Garzones ligger 1 278 meter över havet och antalet invånare är 683.
Terrängen runt Garzones är huvudsakligen kuperad, men åt sydväst är den platt. Runt Garzones är det ganska tätbefolkat, med 86 invånare per kvadratkilometer. Närmaste större samhälle är Acatlán de Osorio, 8,6 km söder om Garzones. I omgivningarna runt Garzones växer huvudsakligen savannskog.